# Seznam dílů seriálu Gumballův úžasný svět
Toto je seznam dílů seriálu Gumballův úžasný svět. Britsko-americký animovaný seriál Gumballův úžasný svět vznikl pro televizi Cartoon Network. Samostatná pilotní epizoda byla premiérově uvedena 8. května 2008 a samotný seriál byl vysílán od roku 2011. Celkem čítá šest řad. První řada má  36 dílů a šestá 44. Ostatní řady mají po 40 epizodách. Dne 2. června 2014 televize ohlásila objednání čtvrté i páté řady. Šestá řada měla být poslední, na které by se podílel tvůrce série Ben Bocquelet, ale nakonec byl seriál po té řadě ukončen úplně. Po ukončení hlavní série ale začaly vycházet speciály.  V Česku seriál vysílala veřejnoprávní stanice pro děti a mládež ČT :D v rámci pásma Planeta YÓ a od září 2017 jej vysílá česká mutace placené stanice Cartoon Network. Česká televize odvysílala pouze první dvě řady. Cartoon network (po vzniku české mutace) odvysílal všechny díly z prvních pěti řad a v září 2018 začal vysílat řadu šestou, až na díl The Slap, který byl vynechán. Pilotní díl nebyl v česku nikdy odvysílán.

## Přehled řad
| Řada        | Díly        | Premiéra v USA   | Premiéra v USA     | Premiéra v ČR               | Premiéra v ČR               |
| Řada        | Díly        | První díl        | Poslední díl       | První díl                   | Poslední díl                |
| ----------- | ----------- | ---------------- | ------------------ | --------------------------- | --------------------------- |
| Pilotní díl | Pilotní díl | 8. května 2008   | 8. května 2008     | –                           | –                           |
| 1           | 36          | 3. května 2011   | 13. března 2012    | 1. září 2014                | 30. října 2014              |
| 2           | 40          | 7. srpna 2012    | 3. prosince 2013   | 3. listopadu 2014           | 14. ledna 2015              |
| 3           | 40          | 5. června 2014   | 10. července 2015  | 2. pol. 2017 - 1. pol. 2018 | 2. pol. 2017 - 1. pol. 2018 |
| 4           | 40          | 7. července 2015 | 5. září 2016       | 2. pol. 2017 - 1. pol. 2018 | 2. pol. 2017 - 1. pol. 2018 |
| 5           | 40          | 1. září 2016     | 10. listopadu 2017 | 2. pol. 2017 - 1. pol. 2018 | 2. pol. 2017 - 1. pol. 2018 |
| 6           | 44          | 5. ledna 2018    | 24. června 2019    | 10. září 2018               | 27. září 2019               |

## Seznam dílů

### Pilotní díl (2008)
| Č. v seriálu | Název   | Scénář        | Datum premiéry |
| ------------ | ------- | ------------- | -------------- |
| 0            | Gumball | Ben Bocquelet | 8. května 2008 |

### První řada (2011–2012)
| Č. v seriálu | Č. v řadě | Původní název   | Český název  | Scénář                                                               | Premiéra v USA (Cartoon Network) | Premiéra v ČR (ČT :D) | Sledovanost v USA (v mil.) | Pořadí v ČR |
| ------------ | --------- | --------------- | ------------ | -------------------------------------------------------------------- | -------------------------------- | --------------------- | -------------------------- | ----------- |
| 1            | 1         | The DVD         | DVD          | Ben Bocquelet, Jon Foster a James Lamont                             | 3. května 2011                   | 30. října 2014        | 2,120                      | 36          |
| 2            | 2         | The Responsible | Zodpovědnost | Ben Bocquelet, Andrew Brenner, Jon Foster, Mic Graves a James Lamont | 9. května 2011                   | 8. září 2014          | 1,952                      | 5           |
| 3            | 3         | The Third       | Třetí        | Ben Bocquelet, Jon Foster, James Lamont a Sam Ward                   | 16. května 2011                  | 1. září 2014          | 1,958                      | 1           |
| 4            | 4         | The Debt        | Dluh         | Ben Bocquelet, Jon Foster a James Lamont                             | 16. května 2011                  | 2. září 2014          | 1,958                      | 2           |
| 5            | 5         | The End         | Konec        | Ben Bocquelet, Jon Foster a James Lamont                             | 23. května 2011                  | 29. října 2014        | 1,893                      | 35          |
| 6            | 6         | The Dress       | Šaty         | Ben Bocquelet, Mic Graves a David Cadji Newby                        | 23. května 2011                  | 9. září 2014          | 1,893                      | 6           |
| 7            | 7         | The Quest       | Výprava      | Ben Bocquelet, Jon Foster a James Lamont                             | 30. května 2011                  | 15. října 2014        | 1,903                      | 27          |
| 8            | 8         | The Spoon       | Lžíce        | Ben Bocquelet, Jon Foster, James Lamont a Mic Graves                 | 30. května 2011                  | 16. října 2014        | 1,903                      | 28          |
| 9            | 9         | The Pressure    | Nátlak       | Ben Bocquelet, Jon Foster, James Lamont a Sam Ward                   | 6. června 2011                   | 3. září 2014          | 2,175                      | 3           |
| 10           | 10        | The Painting    | Obrázek      | Ben Bocquelet, Jon Foster, James Lamont a Mic Graves                 | 13. června 2011                  | 4. září 2014          | 1,958                      | 4           |
| 11           | 11        | The Laziest     | Lenoch       | Ben Bocquelet, Jon Foster, James Lamont a Mic Graves                 | 20. června 2011                  | 10. září 2014         | bude oznámeno              | 7           |
| 12           | 12        | The Ghost       | Duch         | Ben Bocquelet, Jon Foster, James Lamont a Mic Graves                 | 27. června 2011                  | 11. září 2014         | bude oznámeno              | 8           |
| 13           | 13        | The Mystery     | Záhada       | Ben Bocquelet, Jon Foster, James Lamont a Mic Graves                 | 11. července 2011                | 15. září 2014         | 2,528                      | 9           |
| 14           | 14        | The Prank       | Apríl        | Ben Bocquelet, Jon Foster a James Lamont                             | 18. července 2011                | 16. září 2014         | 1,910                      | 10          |
| 15           | 15        | The Gi          | Úbor         | Ben Bocquelet, Jon Foster a James Lamont                             | 25. července 2011                | 17. září 2014         | 2,301                      | 11          |
| 16           | 16        | The Kiss        | Pusa         | Ben Bocquelet a Mic Graves                                           | 1. srpna 2011                    | 18. září 2014         | 2,184                      | 12          |
| 17           | 17        | The Party       | Mejdan       | Ben Bocquelet a Mic Graves                                           | 8. srpna 2011                    | 22. září 2014         | 1,853                      | 13          |
| 18           | 18        | The Refund      | Reklamace    | Ben Bocquelet, Jon Foster a James Lamont                             | 15. srpna 2011                   | 23. září 2014         | 2,102                      | 14          |
| 19           | 19        | The Robot       | Robot        | Ben Bocquelet, Jon Foster a James Lamont                             | 22. srpna 2011                   | 24. září 2014         | 2,059                      | 15          |
| 20           | 20        | The Picnic      | Piknik       | Ben Bocquelet, James Lamont a Mic Graves                             | 29. srpna 2011                   | 25. září 2014         | 1,906                      | 16          |
| 21           | 21        | The Goons       | Hlupáci      | Ben Bocquelet, Jon Foster, James Lamont a Mic Graves                 | 5. září 2011                     | 29. září 2014         | 2,719                      | 17          |
| 22           | 22        | The Secret      | Tajemství    | Ben Bocquelet, Jon Foster a James Lamont                             | 26. září 2011                    | 30. září 2014         | 2,053                      | 18          |
| 23           | 23        | The Sock        | Ponožka      | Ben Bocquelet, Jon Foster, James Lamont a Sam Ward                   | 3. října 2011                    | 1. října 2014         | 2,000                      | 19          |
| 24           | 24        | The Genius      | Génius       | Ben Bocquelet, Jon Foster, James Lamont a Mic Graves                 | 10. října 2011                   | 2. října 2014         | 1,804                      | 20          |
| 25           | 25        | The Poltergeist | Poltergeist  | Ben Bocquelet, Jon Foster, James Lamont, Mic Graves a Sam Ward       | 17. října 2011                   | 14. října 2014        | 2,109                      | 26          |
| 26           | 26        | The Mustache    | Knír         | Ben Bocquelet a Mic Graves                                           | 21. listopadu 2011               | 6. října 2014         | 2,084                      | 21          |
| 27           | 27        | The Date        | Rande        | Ben Bocquelet, Jon Foster a James Lamont                             | 28. listopadu 2011               | 7. října 2014         | 2,196                      | 22          |
| 28           | 28        | The Club        | Klub         | Ben Bocquelet, Jon Foster, James Lamont a Mic Graves                 | 5. prosince 2011                 | 8. října 2014         | 2,182                      | 23          |
| 29           | 29        | The Wand        | Hůlka        | Ben Bocquelet, Jon Foster, James Lamont a Mic Graves                 | 24. ledna 2012                   | 9. října 2014         | 1,834                      | 24          |
| 30           | 30        | The Ape         | Opice        | Ben Bocquelet, Jon Foster, James Lamont a Mic Graves                 | 31. ledna 2012                   | 13. října 2014        | 1,791                      | 25          |
| 31           | 31        | The Car         | Auto         | Ben Bocquelet, Jon Foster, James Lamont a Mic Graves                 | 7. února 2012                    | 20. října 2014        | 1,681                      | 29          |
| 32           | 32        | The Curse       | Kletba       | Ben Bocquelet, Jon Foster, James Lamont a Mic Graves                 | 14. února 2012                   | 21. října 2014        | 1,910                      | 30          |
| 33           | 33        | The Microwave   | Mikrovlnka   | Ben Bocquelet, Jon Foster a James Lamont                             | 21. února 2012                   | 22. října 2014        | 1,852                      | 31          |
| 34           | 34        | The Meddler     | Stíhačka     | Ben Bocquelet, Jon Foster a James Lamont                             | 28. února 2012                   | 23. října 2014        | 1,692                      | 32          |
| 35           | 35        | The Helmet      | Helma        | Ben Bocquelet, Jon Foster, James Lamont a Tommy Panays               | 6. března 2012                   | 27. října 2014        | 1,958                      | 33          |
| 36           | 36        | The Fight       | Bitka        | Ben Bocquelet, Jon Foster, James Lamont a Mic Graves                 | 13. března 2012                  | 28. října 2014        | 2,103                      | 34          |

### Druhá řada (2012–2013)
| Č. v seriálu | Č. v řadě | Původní název | Český název | Scénář                                                                           | Premiéra v USA (Cartoon Network) | Premiéra v ČR (ČT :D) | Sledovanost v USA (v mil.) | Pořadí v ČR |
| ------------ | --------- | ------------- | ----------- | -------------------------------------------------------------------------------- | -------------------------------- | --------------------- | -------------------------- | ----------- |
| 37           | 1         | The Remote    | Ovladač     | Ben Bocquelet, Jon Foster, James Lamont a Mic Graves                             | 7. srpna 2012                    | 6. listopadu 2014     | 1,805                      | 40          |
| 38           | 2         | The Colossus  | Kolos       | Ben Bocquelet, Jon Foster, James Lamont a Mic Graves                             | 14. srpna 2012                   | 4. listopadu 2014     | 1,591                      | 38          |
| 39           | 3         | The Knights   | Rytíři      | Ben Bocquelet, Jon Foster, James Lamont a Mic Graves                             | 21. srpna 2012                   | 3. listopadu 2014     | bude oznámeno              | 37          |
| 40           | 4         | The Fridge    | Lednička    | Ben Bocquelet, Jon Foster, James Lamont a Mic Graves                             | 4. září 2012                     | 5. listopadu 2014     | 2,001                      | 39          |
| 41           | 5         | The Flower    | Kytka       | Ben Bocquelet, Jon Foster, James Lamont a Mic Graves                             | 11. září 2012                    | 10. listopadu 2014    | 1,992                      | 41          |
| 42           | 6         | The Banana    | Banán       | Ben Bocquelet, Jon Foster a James Lamont                                         | 11. září 2012                    | 11. listopadu 2014    | 1,992                      | 42          |
| 43           | 7         | The Phone     | Telefon     | Ben Bocquelet, Chris Garbutt a Mic Graves                                        | 18. září 2012                    | 12. listopadu 2014    | 1,827                      | 43          |
| 44           | 8         | The Job       | Práce       | Ben Bocquelet, Jon Foster, James Lamont a Mic Graves                             | 18. září 2012                    | 13. listopadu 2014    | 1,827                      | 44          |
| 45           | 9         | Halloween     | Halloween   | Ben Bocquelet, Jon Foster a James Lamont                                         | 23. října 2012                   | 17. listopadu 2014    | 1,705                      | 45          |
| 46           | 10        | The Treasure  | Poklad      | Ben Bocquelet, Jon Foster, James Lamont a Mic Graves                             | 25. října 2012                   | 18. listopadu 2014    | 1,952                      | 46          |
| 47           | 11        | The Apology   | Omluva      | Ben Bocquelet, Jon Foster a James Lamont                                         | 6. listopadu 2012                | 20. listopadu 2014    | 2,124                      | 48          |
| 48           | 12        | The Words     | Slova       | Ben Bocquelet, Jon Foster a James Lamont                                         | 13. listopadu 2012               | 19. listopadu 2014    | 1,827                      | 47          |
| 49           | 13        | The Skull     | Lebka       | Ben Bocquelet, Jon Foster, James Lamont a Mic Graves                             | 20. listopadu 2012               | 24. listopadu 2014    | 1,864                      | 49          |
| 50           | 14        | The Bet       | Sázka       | Ben Bocquelet, Jon Foster a James Lamont                                         | 27. listopadu 2012               | 26. listopadu 2014    | 1,618                      | 52          |
| 51           | 15        | Christmas     | Vánoce      | Ben Bocquelet, Jon Foster a James Lamont                                         | 4. prosince 2012                 | 18. prosince 2014     | 1,697                      | 50          |
| 52           | 16        | The Watch     | Hodinky     | Ben Bocquelet, Jon Foster a James Lamont                                         | 22. ledna 2013                   | 25. listopadu 2014    | 1,749                      | 51          |
| 53           | 17        | The Bumpkin   | Balík       | Ben Bocquelet, Jon Foster, James Lamont a Mic Graves                             | 29. ledna 2013                   | 27. listopadu 2014    | 1,840                      | 53          |
| 54           | 18        | The Flakers   | Zrádci      | Ben Bocquelet, Jon Foster a James Lamont                                         | 5. února 2013                    | 1. prosince 2014      | 1,647                      | 54          |
| 55           | 19        | The Authority | Autorita    | Ben Bocquelet, Jon Brittain, Jon Foster, James Lamont a Mic Graves               | 12. února 2013                   | 2. prosince 2014      | 1,779                      | 55          |
| 56           | 20        | The Virus     | Virus       | Ben Bocquelet, Jon Foster a James Lamont                                         | 5. června 2013                   | 3. prosince 2014      | 2,570                      | 56          |
| 57           | 21        | The Pony      | Poník       | Ben Bocquelet, Jon Brittain, Mic Graves, Jon Foster a James Lamont               | 12. června 2013                  | 4. prosince 2014      | 1,951                      | 57          |
| 58           | 22        | The Hero      | Hrdina      | Ben Bocquelet, Jon Foster, James Lamont a Mic Graves                             | 19. června 2013                  | 11. prosince 2014     | 1,369                      | 61          |
| 59           | 23        | The Dream     | Sen         | Ben Bocquelet, Jon Brittain, Tom Crowley, Jon Foster, James Lamont a Tobi Wilson | 26. června 2013                  | 9. prosince 2014      | 1,587                      | 59          |
| 60           | 24        | The Sidekick  | Podržtaška  | Ben Bocquelet, Jon Brittain, Tom Crowley, Jon Foster, James Lamont a Tobi Wilson | 3. července 2013                 | 10. prosince 2014     | 1,757                      | 60          |
| 61           | 25        | The Photo     | Fotka       | Ben Bocquelet, Jon Brittain, Tom Crowley, Jon Foster, James Lamont a Tobi Wilson | 17. července 2013                | 15. prosince 2014     | 1,195                      | 62          |
| 62           | 26        | The Tag       | Náramek     | Ben Bocquelet, Jon Brittain, Tom Crowley, Jon Foster, James Lamont a Tobi Wilson | 24. července 2013                | 16. prosince 2014     | 1,421                      | 63          |
| 63           | 27        | The Storm     | Bouřka      | Ben Bocquelet, Jon Brittain, Jon Foster a James Lamont                           | 31. července 2013                | 8. prosince 2014      | 1,566                      | 58          |
| 64           | 28        | The Lesson    | Lekce       | Ben Bocquelet, Jon Brittain, Tom Crowley, Jon Foster, James Lamont a Tobi Wilson | 7. srpna 2013                    | 17. prosince 2014     | 1,423                      | 64          |
| 65           | 29        | The Game      | Hra         | Ben Bocquelet, Jon Brittain, Tom Crowley, Jon Foster, James Lamont a Tobi Wilson | 21. srpna 2013                   | 30. prosince 2014     | 1,569                      | 66          |
| 66           | 30        | The Limit     | Hranice     | Ben Bocquelet, Jon Foster, Chris Garbutt a James Lamont                          | 28. srpna 2013                   | 29. prosince 2014     | 1,410                      | 65          |
| 67           | 31        | The Voice     | Hlas        | Ben Bocquelet, Jon Brittain, Tom Crowley, Jon Foster, James Lamont a Tobi Wilson | 10. září 2013                    | 31. prosince 2014     | 1,957                      | 68          |
| 68           | 32        | The Promise   | Slib        | Ben Bocquelet, Jon Brittain, Tom Crowley, Jon Foster, James Lamont a Tobi Wilson | 17. září 2013                    | 31. prosince 2014     | 1,464                      | 67          |
| 69           | 33        | The Castle    | Hrad        | Ben Bocquelet, Jon Brittain, Tom Crowley, Jon Foster, James Lamont a Tobi Wilson | 1. října 2013                    | 5. ledna 2015         | 1,653                      | 70          |
| 70           | 34        | The Boombox   | Magič       | Ben Bocquelet, Jon Brittain, Tom Crowley, Jon Foster, James Lamont a Tobi Wilson | 8. října 2013                    | 1. ledna 2015         | 1,461                      | 69          |
| 71           | 35        | The Tape      | Videokazeta | Ben Bocquelet, Jon Foster a James Lamont                                         | 15. října 2013                   | 6. ledna 2015         | 1,441                      | 71          |
| 72           | 36        | The Sweaters  | Svetry      | Ben Bocquelet, Jon Foster a James Lamont                                         | 5. listopadu 2013                | 7. ledna 2015         | 1,580                      | 72          |
| 73           | 37        | The Internet  | Internet    | Yann Benedi, Ben Bocquelet, Guillaume Cassuto a Antoine Perez                    | 12. listopadu 2013               | 8. ledna 2015         | 1,504                      | 73          |
| 74           | 38        | The Plan      | Plán        | Ben Bocquelet, Jon Foster, James Lamont a Tobi Wilson                            | 19. listopadu 2013               | 12. ledna 2015        | 1,533                      | 74          |
| 75           | 39        | The World     | Svět        | Ben Bocquelet, Jon Brittain, Tom Crowley, Jon Foster, James Lamont a Tobi Wilson | 26. listopadu 2013               | 13. ledna 2015        | 1,878                      | 75          |
| 76           | 40        | The Finale    | Finále      | Ben Bocquelet, Jon Brittain, Tom Crowley, Jon Foster, James Lamont a Tobi Wilson | 3. prosince 2013                 | 14. ledna 2015        | 1,628                      | 76          |

### Třetí řada (2014–2015)
| Č. v seriálu | Č. v řadě | Původní název       | Český název     | Scénář | Premiéra v USA (Cartoon Network) | Sledovanost v USA (v mil.) | Pořadí v ČR |
| ------------ | --------- | ------------------- | --------------- | --- | -------------------------------- | -------------------------- | ----------- |
| 77           | 1         | The Kids            | Děti            | Ben Bocquelet, Guillaume Cassuto, Mic Graves a Tobi Wilson                                                | 5. června 2014                   | 2,385                      | 77          |
| 78           | 2         | The Fan             | Fanynka         | Ben Bocquelet, Jess Ransom, Howard Read a Tobi Wilson                                                     | 5. června 2014                   | 2,385                      | 78          |
| 79           | 3         | The Coach           | Tréňa           | Ben Cottam, Paul McKenna, Jess Ransom a Tobi Wilson                                                       | 12. června 2014                  | 1,682                      | 79          |
| 80           | 4         | The Joy             | Radost          | Ben Bocquelet, Ben Cottam, Mic Graves, Kieran Hodgson, Tom Meltzer, Jess Ransom, Joe Parham a Tobi Wilson | 19. června 2014                  | 1,862                      | 80          |
| 81           | 5         | The Puppy           | Štěně           | Tim Allsop, Ben Bocquelet, Ben Cottam, Stewart Williams a Guillaume Cassuto                               | 26. června 2014                  | 2,145                      | 82          |
| 82           | 6         | The Recipe          | Recept          | Ben Bocquelet, Guillaume Cassuto, Mic Graves a Tobi Wilson                                                | 3. července 2014                 | 2,171                      | 81          |
| 83           | 7         | The Name            | Jméno           | Tim Allsop, Ben Bocquelet, Mic Graves, Tom Meltzer, Joe Parham a Stewart Williams                         | 10. července 2014                | 2,320                      | 83          |
| 84           | 8         | The Extras          | Křoví           | Ben Bocquelet, Guillaume Cassuto a Mic Graves                                                             | 17. července 2014                | 1,925                      | 84          |
| 85           | 9         | The Gripes          | Remcalové       | Tim Allsop, Ben Bocquelet, Guillaume Cassuto, Kieran Hodgson, Stewart Williams a Tobi Wilson              | 24. července 2014                | 2,206                      | 85          |
| 86           | 10        | The Vacation        | Dovolená        | Guillaume Cassuto, Mic Graves a Tobi Wilson                                                               | 31. července 2014                | 1,901                      | 86          |
| 87           | 11        | The Fraud           | Podvodník       | Ben Bocquelet, Guillaume Cassuto, Mic Graves a Tobi Wilson                                                | 7. srpna 2014                    | 1,908                      | 87          |
| 88           | 12        | The Void            | Nicota          | Ben Bocquelet, Guillaume Cassuto, Mic Graves, Paul Rice a Tobi Wilson                                     | 14. srpna 2014                   | 1,903                      | 88          |
| 89           | 13        | The Boss            | Šéf             | Ben Bocquelet, Guillaume Cassuto, Mic Graves, Joe Parham a Tobi Wilson                                    | 21. srpna 2014                   | 1,824                      | 89          |
| 90           | 14        | The Move            | Hmat            | Ben Bocquelet, Guillaume Cassuto, Mic Graves, Joe Parham a Tobi Wilson                                    | 28. srpna 2014                   | 1,879                      | 90          |
| 91           | 15        | The Law             | Zákon           | Guillaume Cassuto, Mic Graves, Joe Parham a Tobi Wilson                                                   | 4. září 2014                     | 2,151                      | 91          |
| 92           | 16        | The Allergy         | Alergie         | Ben Bocquelet, Guillaume Cassuto, Mic Graves a Joe Parham                                                 | 11. září 2014                    | 1,913                      | 92          |
| 93           | 17        | The Mothers         | Matky           | Ben Bocquelet, Guillaume Cassuto, Jon Foster, Mic Graves, James Lamont, Joe Parham a Tobi Wilson          | 18. září 2014                    | bude oznámeno              | 93          |
| 94           | 18        | The Password        | Heslo           | Ben Bocquelet, Guillaume Cassuto, Mic Graves a Joe Parham                                                 | 25. září 2014                    | 2,003                      | 94          |
| 95           | 19        | The Procrastinators | Prokrastinátoři | Ben Bocquelet, Guillaume Cassuto, Mic Graves, Joe Parham a Tobi Wilson                                    | 2. října 2014                    | 2,264                      | 95          |
| 96           | 20        | The Shell           | Skořápka        | Ben Bocquelet, Guillaume Cassuto, Tom Crowley a Tobi Wilson                                               | 9. října 2014                    | 2,306                      | 96          |
| 97           | 21        | The Burden          | Břemeno         | Ben Bocquelet, Guillaume Cassuto, Mic Graves, Joe Parham, Jess Ransom a Tobi Wilson                       | 16. října 2014                   | 2,361                      | 98          |
| 98           | 22        | The Bros            | Bráchové        | Ben Bocquelet, Guillaume Cassuto, Joe Parham, Jess Ransom a Tobi Wilson                                   | 23. října 2014                   | 1,699                      | 99          |
| 99           | 23        | The Mirror          | Zrcadlo         | Ben Bocquelet, Guillaume Cassuto a Joe Parham                                                             | 30. října 2014                   | 1,608                      | 97          |
| 100          | 24        | The Man             | Chlap           | Ben Bocquelet, Guillaume Cassuto, Joe Parham a Tobi Wilson                                                | 30. října 2014                   | 1,397                      | 100         |
| 101          | 25        | The Pizza           | Pizza           | Ben Bocquelet, Guillaume Cassuto, Joe Parham a Tobi Wilson                                                | 13. listopadu 2014               | 1,548                      | 101         |
| 102          | 26        | The Lie             | Lež             | Ben Bocquelet, Guillaume Cassuto, Joe Parham, Jess Ransom a Tobi Wilson                                   | 20. listopadu 2014               | 1,657                      | 102         |
| 103          | 27        | The Butterfly       | Motýl           | Ben Bocquelet, Guillaume Cassuto, Joe Parham, Jess Ransom a Tobi Wilson                                   | 8. ledna 2015                    | 2,136                      | 103         |
| 104          | 28        | The Question        | Otázka          | Ben Bocquelet, Guillaume Cassuto, Tony Hull, Joe Parham a Tobi Wilson                                     | 8. ledna 2015                    | 3,136                      | 104         |
| 105          | 29        | The Saint           | Světec          | Ben Bocquelet, Joe Parham, Jess Ransom a Tobi Wilson                                                      | 15. ledna 2015                   | bude oznámeno              | 108         |
| 106          | 30        | The Friend          | Kamarád         | Ben Bocquelet, Guillaume Cassuto, Joe Parham, Jess Ransom a Tobi Wilson                                   | 22. ledna 2015                   | bude oznámeno              | 107         |
| 107          | 31        | The Oracle          | Vědma           | Ben Bocquelet, Guillaume Cassuto, Mic Graves, Tony Hull, Richard Overall, Joe Parham a Tobi Wilson        | 29. ledna 2015                   | bude oznámeno              | 105         |
| 108          | 32        | The Safety          | Bezpečnost      | Ben Bocquelet, Louise Coats, Joe Parham a Tobi Wilson                                                     | 5. února 2015                    | bude oznámeno              | 106         |
| 109          | 33        | The Society         | Spolek          | Ben Bocquelet, Jess Ransom a Tobi Wilson                                                                  | 12. února 2015                   | bude oznámeno              | 109         |
| 110          | 34        | The Spoiler         | Spoiler         | Ben Bocquelet, Jess Ransom a Tobi Wilson                                                                  | 19. února 2015                   | bude oznámeno              | 110         |
| 111          | 35        | The Countdown       | Časomíra        | Ben Bocquelet, Guillaume Cassuto, Joe Parham, Jess Ransom a Tobi Wilson                                   | 26. února 2015                   | bude oznámeno              | 111         |
| 112          | 36        | The Nobody          | Nikdo           | Ben Bocquelet, Louise Coats, Tim Mills, Jess Ransom, Paul Rice a Tobi Wilson                              | 5. března 2015                   | bude oznámeno              | 112         |
| 113          | 37        | The Downer          | Protiva         | Ben Bocquelet, Jess Ransom a Tobi Wilson                                                                  | 6. července 2015                 | bude oznámeno              | 113         |
| 114          | 38        | The Egg             | Vejce           | Ben Bocquelet, Guillaume Cassuto, Mic Graves, Joe Parham, Jess Ransom a Tobi Wilson                       | 6. srpna 2015                    | bude oznámeno              | 114         |
| 115          | 39        | The Triangle        | Triangl         | Ben Bocquelet, Mic Graves, Tim Mills, Richard Overall, Richard Preddy a Joe Parham                        | 8. července 2015                 | bude oznámeno              | 115         |
| 116          | 40        | The Money           | Peníze          | Ben Bocquelet, Guillaume Cassuto, Mic Graves, Joe Parham, Jess Ransom, Tobi Wilson a Tim Mills            | 9. července 2015                 | bude oznámeno              | 116         |

### Čtvrtá řada (2015–2016)
| Č. v seriálu | Č. v řadě | Původní název         | Český název          | Scénář | Premiéra v USA (Cartoon Network) | Premiéra v ČR (Cartoon Network) | Sledovanost v USA (v mil.) | Pořadí v ČR   |
| ------------ | --------- | --------------------- | -------------------- | --- | -------------------------------- | ------------------------------- | -------------------------- | ------------- |
| 117          | 1         | The Return            | Návrat               | Ben Bocquelet, Louise Coats, Mic Graves, Andrew Jones, Ciaran Murtagh, Joe Parham a Tobi Wilson                                            | 7. července 2015                 | Odvysílano                      | bude oznámeno              | 117           |
| 118          | 2         | The Nemesis           | Nepřítel             | Ben Bocquelet, Louise Coats, Mic Graves, Timothy Mills, Joe Parham a Jess Ransom                                                           | 10. července 2015                | Odvysílano                      | bude oznámeno              | 118           |
| 119          | 3         | The Crew              | Parta                | Ben Bocquelet, Louise Coats, Mic Graves, Tim Mills, Joe Parham, Richard Preddy, Jess Ransom a Tobi Wilson                                  | 13. srpna 2015                   | Odvysílano                      | bude oznámeno              | 119           |
| 120          | 4         | The Others            | Ostatní              | Nathan Auerbach, Daniel Berg, Ben Bocquelet, Louise Coats, Timothy Mills a Joe Parham                                                      | 20. srpna 2015                   | Odvysílano                      | bude oznámeno              | 120           |
| 121          | 5         | The Signature         | Podpis               | Nathan Auerbach, Daniel Berg, Ben Bocquelet, Louise Coats a Tobi Wilson                                                                    | 27. srpna 2015                   | Odvysíláno                      | bude oznámeno              | 121           |
| 122          | 6         | The Check             | Šek                  | Nathan Auerbach, Daniel Berg, Ben Bocquelet, Louise Coats, Jess Ransom a Tobi Wilson                                                       | 31. srpna 2015                   | Odvysíláno                      | bude oznámeno              | 124           |
| 123          | 7         | The Pest              | Otrava               | Ben Bocquelet, Tobi Wilson, Jess Ransom, Louise Coats, Daniel Berg, Nathan Auerbach a Joe Parham                                           | 1. září 2015                     | Odvysíláno                      | bude oznámeno              | 125           |
| 124          | 8         | The Sale              | Prodej               | Nathan Auerbach, Daniel Berg, Ben Bocquelet, Louise Coats, Joe Parham a Tobi Wilson                                                        | 2. září 2015                     | Odvysíláno                      | bude oznámeno              | 127           |
| 125          | 9         | The Gift              | Dárek                | Ben Bocquelet, Mark Evans, Louise Coats, Joe Parham, Daniel Berg, Nathan Auerbach a Tobi Wilson                                            | 3. září 2015                     | Odvysíláno                      | bude oznámeno              | 122           |
| 126          | 10        | The Parking           | Parkování            | Nathan Auerbach, Daniel Berg, Ben Bocquelet, Louise Coats, Mic Graves, Joe Parham a Tobi Wilson                                            | 4. září 2015                     | Odvysíláno                      | bude oznámeno              | 129           |
| 127          | 11        | The Routine           | Rutina               | Ben Bocquelet, Louise Coats, Nathan Auerbach, Daniel Berg, Andrew Jones, Ciaran Murtagh, Tom Neenan, Andy Wolton, Joe Parham a Tobi Wilson | 5. října 2015                    | Odvysíláno                      | bude oznámeno              | 128           |
| 128          | 12        | The Upgrade           | Upgrade              | Ben Bocquelet, Mic Graves, Louise Coats, Nathan Auerbach, Daniel Berg, Joe Parham a Tobi Wilson                                            | 6. října 2015                    | Odvysíláno                      | bude oznámeno              | 130           |
| 129          | 13        | The Comic             | Komiks               | Ben Bocquelet, Louise Coats, Andrew Jones, Ciaran Murtagh, Ollie Neck, Tobi Wilson a Matt Zeqiri                                           | 7. října 2015                    | Odvysíláno                      | bude oznámeno              | 131           |
| 130          | 14        | The Romantic          | Romantik             | Nathan Auerbach, Daniel Berg, Ben Bocquelet, Louise Coats, Joe Parham a Tobi Wilson                                                        | 8. října 2015                    | Odvysíláno                      | bude oznámeno              | 132           |
| 131          | 15        | The Uploads           | Videa                | Ben Bocquelet, Louise Coats, Nathan Auerbach, Daniel Berg, Andrew Jones, Ciaran Murtagh, Joe Parham a Tobi Wilson                          | 9. října 2015                    | Odvysíláno                      | bude oznámeno              | 133           |
| 132          | 16        | The Apprentice        | Učeň                 | Ben Bocquelet, Louise Coats, Phil Whelans, Daniel Berg, Nathan Auerbach, Mic Graves a Tobi Wilson                                          | 7. ledna 2016                    | Odvysíláno                      | bude oznámeno              | 123           |
| 133          | 17        | The Hug               | Obejmutí             | Ben Bocquelet, Louise Coats, Andrew Jones, Ciaran Murtagh a Tobi Wilson                                                                    | 14. ledna 2016                   | Odvysíláno                      | bude oznámeno              | 126           |
| 134          | 18        | The Wicked            | Zlá                  | Ben Bocquelet, Mic Graves, Louise Coats, Timothy Mills, Nathan Auerbach, Joe Parham a Tobi Wilson                                          | 21. ledna 2016                   | Odvysíláno                      | bude oznámeno              | 134           |
| 135          | 19        | The Traitor           | Zrádce               | Ben Bocquelet, Guillaume Cassuto, Nathan Auerbach, Joe Parham, Daniel Berg a Tobi Wilson                                                   | 28. ledna 2016                   | Odvysíláno                      | bude oznámeno              | 137           |
| 136          | 20        | The Origins           | Počátek              | Ben Bocquelet, Mic Graves, Louise Coats, Daniel Berg, Nathan Auerbach, Joe Parham a Tobi Wilson                                            | 15. února 2016                   | Odvysíláno                      | bude oznámeno              | 135           |
| 137          | 21        | The Origins Part 2    | Počátek - Druhá část | Ben Bocquelet, Mic Graves, Louise Coats, Andrew Jones, Ciaran Murtagh, Daniel Berg, Nathan Auerbach, Joe Parham a Tobi Wilson              | 15. února 2016                   | Odvysíláno                      | bude oznámeno              | 136           |
| 138          | 22        | The Girlfriend        | Přítelkyně           | Ben Bocquelet, Mic Graves, Louise Coats, Joe Parham, Tobi Wilson, Nathan Auerbach a Daniel Berg                                            | 31. března 2016                  | Odvysíláno                      | bude oznámeno              | 140           |
| 139          | 23        | The Advice            | Rada                 | Ben Bocquelet, Mic Graves, Louise Coats, Joe Parham, Tobi Wilson, Nathan Auerbach and Daniel Berg                                          | 31. dubna 2016                   | Odvysíláno                      | bude oznámeno              | 138           |
| 140          | 24        | The Signal            | Signál               | Ben Bocquelet, Mic Graves, Joe Parham, Andrew Jones, Ciaran Murtagh a Tobi Wilson                                                          | 28. dubna 2016                   | Odvysíláno                      | bude oznámeno              | 139           |
| 141          | 25        | The Parasite          | Parazit              | Ben Bocquelet, Nathan Auerbach, Daniel Berg, Guillaume Cassuto a Tobi Wilson                                                               | 5. května 2016                   | Odvysíláno                      | bude oznámeno              | 141           |
| 142          | 26        | The Love              | Láska                | Ben Bocquelet, Tobi Wilson, Andrew Jones, Ciaran Murtagh a Joe Parham                                                                      | 12. května 2016                  | Odvysíláno                      | bude oznámeno              | 142           |
| 143          | 27        | The Awkwardness       | Trapas               | Ben Bocquelet, Guillaume Cassuto, Nathan Auerbach, Daniel Berg, Joe Parham a Tobi Wilson                                                   | 19. května 2016                  | Odvysíláno                      | bude oznámeno              | 144           |
| 144          | 28        | The Nest              | Hnízdo               | Ben Bocquelet, Guillaume Cassuto, Nathan Auerbach, Daniel Berg a Tobi Wilson                                                               | 26. května 2016                  | Odvysíláno                      | bude oznámeno              | 145           |
| 145          | 29        | The Points            | Body                 | Ben Bocquelet, Joe Parham, Tobi Wilson, Nathan Auerbach a Daniel Berg                                                                      | 2. června 2016                   | Odvysíláno                      | bude oznámeno              | 146           |
| 146          | 30        | The Bus               | Autobus              | Ben Bocquelet, Mic Graves, Nathan Auerbach, Daniel Berg, Joe Parham a Tobi Wilson                                                          | 9. června 2016                   | Odvysíláno                      | bude oznámeno              | 147           |
| 147          | 31        | The Night             | Noc                  | Ben Bocquelet, Guillaume Cassuto, Nathan Auerbach, Daniel Berg, Joe Parham a Tobi Wilson                                                   | 16. června 2016                  | Odvysíláno                      | bude oznámeno              | 148           |
| 148          | 32        | The Misunderstandings | Nedorozumění         | Ben Bocquelet, Tobi Wilson, Andrew Jones, Ciaran Murtagh a Joe Parham                                                                      | 23. června 2016                  | Odvysíláno                      | bude oznámeno              | 149           |
| 149          | 33        | The Roots             | Kořeny               | Ben Bocquelet, Tobi Wilson, Nathan Auerbach, Daniel Berg a Joe Parham                                                                      | 15. srpna 2016                   | Odvysíláno                      | bude oznámeno              | 150           |
| 150          | 34        | The Blame             | Obvinění             | Ben Bocquelet, Louise Coats, Guillaume Cassuto, Nathan Auerbach, Daniel Berg, Joe Parham a Tobi Wilson                                     | 16. srpna 2016                   | Odvysíláno                      | bude oznámeno              | 151           |
| 151          | 35        | The Slap              | Plácnutí             | Ben Bocquelet, Joe Parham, Joe Markham, John Sheerman a Tobi Wilson                                                                        | 17. srpna 2016                   | Odvysíláno na HBO GO            | bude oznámeno              | bude oznámeno |
| 152          | 36        | The Detective         | Detektivka           | Ben Bocquelet, Tobi Wilson, Nathan Auerbach, Daniel Berg a Joe Parham                                                                      | 18. srpna 2016                   | bude oznámeno                   | bude oznámeno              | 152           |
| 153          | 37        | The Fury              | Souboj               | Ben Bocquelet, Mic Graves, Louise Coats, Nathan Auerbach, Daniel Berg, Guillaume Cassuto, Joe Parham a Tobi Wilson                         | 19. srpna 2016                   | bude oznámeno                   | bude oznámeno              | 153           |
| 154          | 38        | The Compilation       | Kompilace            | Ben Bocquelet, Rikke Asbjorn, James Hamilton, James Huntrods, Joe Markham, John Sheerman a Tobi Wilson                                     | 25. srpna 2016                   | bude oznámeno                   | bude oznámeno              | 154           |
| 155          | 39        | The Scam              | Podfuk               | Ben Bocquelet, Joe Parham, Nathan Auerbach, Daniel Berg, Guillaume Cassuto a Tobi Wilson                                                   | 27. října 2016                   | bude oznámeno                   | bude oznámeno              | 143           |
| 156          | 40        | The Disaster (Part 1) | Pohroma              | Ben Bocquelet, Joe Parham, Andrew Jones, Ciaran Murtagh a Tobi Wilson                                                                      | 5. listopadu 2016                | bude oznámeno                   | bude oznámeno              | 155           |

### Pátá řada (2016–2017)
| Č. v seriálu | Č. v řadě | Původní název      | Český název | Scénář | Premiéra v USA (Cartoon Network) | Sledovanost v USA (v mil.) | Pořadí v ČR |
| ------------ | --------- | ------------------ | ----------- | --- | -------------------------------- | -------------------------- | ----------- |
| 157          | 1         | The Rerun (Part 2) | Repríza     | Ben Bocquelet, Joe Parham, Nathan Auerbach, Daniel Berg a Tobi Wilson                                                                         | 5. září 2016                     |                            | 156         |
| 158          | 2         | The Stories        | Historky    | Ben Bocquelet, Joe Parham, Tobi Wilson, Andrew Jones a Ciaran Murtagh                                                                         | 1. září 2016                     |                            | 157         |
| 159          | 3         | The Guy            | Kamarád     | Ben Bocquelet, Joe Parham, Tobi Wilson, Joe Markham a John Sheerman                                                                           | 8. září 2016                     |                            | 158         |
| 160          | 4         | The Boredom        | Nuda        | Ben Bocquelet, Louise Coats, Joe Parham, Tobi Wilson, Nathan Auerbach, Daniel Berg, James Hamilton, James Huntrods, Joe Markham a Jess Ransom | 15. září 2016                    |                            | 159         |
| 161          | 5         | The Vision         | Vize        | Ben Bocquelet, Tobi Wilson, Joe Markham, John Sheerman, Joe Parham a Jess Ransom                                                              | 6. října 2016                    |                            | 160         |
| 162          | 6         | The Choices        | Volba       | Ben Bocquelet, Jon Foster, James Lamont, Tobi Wilson, Nathan Auerbach, Daniel Berg a Joe Parham                                               | 13. října 2016                   |                            | 161         |
| 163          | 7         | The Code           | Kód         | Ben Bocquelet, Joe Parham, Tobi Wilson, Andrew Jones, Ciaran Murtagh, Joe Markham, Jess Ransom a John Sheerman                                | 20. října 2016                   |                            | 162         |
| 164          | 8         | The Test           | Test        | Ben Bocquelet, Joe Parham, Tobi Wilson, Nathan Auerbach, Daniel Berg, Joe Markham, Jess Ransom a John Sheerman                                | 3. listopadu 2016                |                            | 163         |
| 165          | 9         | The Slide          | Výběr       | Ben Bocquelet, Tobi Wilson, James Hamilton, James Huntrods a Joe Parham                                                                       | 10. listopadu 2016               |                            | 164         |
| 166          | 10        | The Loophole       | Háček       | Ben Bocquelet, Joe Parham, Tobi Wilson, James Hamilton, James Huntrods a Joe Markham                                                          | 17. listopadu 2016               |                            | 165         |
| 167          | 11        | The Copycats       | Dvojníci    | Ben Bocquelet, Tobi Wilson, James Hamilton, James Huntrods a Joe Markham                                                                      | 6. února 2017                    |                            | 174         |
| 168          | 12        | The Potato         | Brambora    | Mic Graves, Joe Markham, Jess Ransom, Andrew Jones, Ciaran Murtagh a Tobi Wilson                                                              | 7. února 2017                    |                            | 170         |
| 169          | 13        | The Fuss           | Rozruch     | Ben Bocquelet, Joe Parham, Tobi Wilson, James Hamilton, James Huntrods a Joe Markham                                                          | 8. února 2017                    |                            | 166         |
| 170          | 14        | The Outside        | Svoboda     | Ben Bocquelet, Mic Graves, Tobi Wilson, James Hamilton, James Huntrods, Jess Ransom a Joe Markham                                             | 9. února 2017                    |                            | 173         |
| 171          | 15        | The Vase           | Váza        | Ben Bocquelet, Joe Parham, Tobi Wilson, Mic Graves, James Hamilton, James Huntrods, Joe Markham a Jess Ransom                                 | 13. února 2017                   |                            | 168         |
| 172          | 16        | The Matchmaker     | Dohazovač   | Ben Bocquelet, Mic Graves, Joe Parham, Tobi Wilson, Andrew Jones, Ciaran Murtagh, James Hamilton a Joe Markham                                | 14. února 2017                   |                            | 179         |
| 173          | 17        | The Box            | Krabice     | Ben Bocquelet, Mic Graves, Joe Parham, Tobi Wilson, Brydie Lee-Kennedy, Joe Markham a James Hamilton                                          | 15. února 2017                   |                            | 178         |
| 174          | 18        | The Console        | Konzole     | Ben Bocquelet, Tobi Wilson, Nathan Auerbach, Daniel Berg, Joe Markham a Joe Parham                                                            | 16. února 2017                   |                            | 172         |
| 175          | 19        | The Ollie          | Ollie       | Ben Bocquelet, Joe Parham, James Hamilton, James Huntrods, Joe Markham, Tim Mills, Simon Landrein a Tobi Wilson                               | 20. února 2017                   |                            | 169         |
| 176          | 20        | The Catfish        | Přátelé     | Ben Bocquelet, Joe Parham, Tobi Wilson, James Hamilton, James Huntrods, Jess Ransom a Joe Markham                                             | 21. února 2017                   |                            | 175         |
| 177          | 21        | The Cycle          | Cyklus      | Ben Bocquelet, Joe Parham, Tobi Wilson, Andrew Jones, Ciaran Murtagh, James Hamilton a Jess Ransom                                            | 22. února 2017                   |                            | 176         |
| 178          | 22        | The Stars          | Hvězdičky   | Ben Bocquelet, Mic Graves, Joe Parham, Tobi Wilson, Andrew Jones, Ciaran Murtagh a Joe Markham                                                | 23. února 2017                   |                            | 177         |
| 179          | 23        | The Grades         | Známky      | Ben Bocquelet, Joe Parham, Tobi Wilson, Andrew Jones, Ciaran Murtagh a James Hamilton                                                         | 27. února 2017                   |                            | 180         |
| 180          | 24        | The Diet           | Dieta       | Ben Bocquelet, Mic Graves, Tobi Wilson, James Hamilton, James Huntrods, Jess Ransom, Joe Markham a Joe Parham                                 | 28. února 2017                   |                            | 181         |
| 181          | 25        | The Ex             | Bývalý      | Ben Bocquelet, Mic Graves, Joe Parham, Tobi Wilson, Joe Markham, Jon Purkis, Tom Neenan a James Hamilton                                      | 1. března 2017                   |                            | 182         |
| 182          | 26        | The Sorcerer       | Čaroděj     | Ben Bocquelet, Joe Parham, Tobi Wilson, Jack Bernhardt a Joe Markham                                                                          | 2. března 2017                   |                            | 171         |
| 183          | 27        | The Menu           | Menu        | Ben Bocquelet, James Hamilton, Tobi Wilson a James Huntrods                                                                                   | 6. března 2017                   |                            | 184         |
| 184          | 28        | The Uncle          | Strejda     | Ben Bocquelet, Mic Graves, Joe Markham, Tobi Wilson, Jack Bernhardt, James Huntrods a James Hamilton                                          | 7. března 2017                   |                            | 185         |
| 185          | 29        | The Weirdo         | Podivínka   | Ben Bocquelet, Mic Graves, James Hamilton, Joe Parham, Tobi Wilson, Andrew Jones, Ciaran Murtagh, Joe Markham a Jess Ransom                   | 8. března 2017                   |                            | 183         |
| 186          | 30        | The Heist          | Loupež      | Ben Bocquelet, Mic Graves, Tobi Wilson, Tom Neenan, Jon Purkis, James Hamilton a Joe Markham                                                  | 9. března 2017                   |                            | 186         |
| 187          | 31        | The Singing        | Zpívání     | Ben Bocquelet, Mic Graves, Tobi Wilson, Tom Neenan, Jon Purkis, James Hamilton a Joe Markham                                                  | 1. září 2017                     |                            | 194         |
| 188          | 32        | The Best           | Nejlepší    | Ben Bocquelet, Jess Ransom, Tobi Wilson, James Hamilton, James Huntrods, Joe Markham a Joe Parham                                             | 8. září 2017                     |                            | 189         |
| 189          | 33        | The Worst          | Nejhorší    | Ben Bocquelet, Tobi Wilson, Tom Neenan, Jon Purkis, James Hamilton, Joe Markham a Jess Ransom                                                 | 15. září 2017                    |                            | 190         |
| 190          | 34        | The Deal           | Dohoda      | Ben Bocquelet, Mic Graves, James Hamilton, Jess Ransom, Bec Hill, Jonathan Leigh Wright a Joe Markham                                         | 22. září 2017                    |                            | 192         |
| 191          | 35        | The Petals         | Květinka    | Ben Bocquelet, Jess Ransom, Tobi Wilson, James Hamilton, James Huntrods a Joe Markham                                                         | 29. září 2017                    |                            | 187         |
| 192          | 36        | The Puppets        | Maňásci     | Ben Bocquelet, Joseph Pelling, Rebeca Sloan, Louise Coats, James Hamilton, Tobi Wilson, Tom Neenan a Jon Purkis                               | 6. října 2017                    |                            | 195         |
| 193          | 37        | The Nuisance       | Otravové    | Ben Bocquelet, Jess Ransom, Tobi Wilson, Jack Bernhardt, James Hamilton a Joe Markham                                                         | 13. října 2017                   |                            | 188         |
| 194          | 38        | The Line           | Fronta      | Mic Graves, James Hamilton, Tobi Wilson, James Huntrods, Brydie Lee-Kennedy, Joe Markham a Jess Ransom                                        | 20. října 2017                   |                            | 193         |
| 195          | 39        | The List           | Seznam      | Ben Bocquelet, James Hamilton, Jess Ransom, Brydie Lee-Kennedy, Joe Markham, Joe Parham a Tobi Wilson                                         | 3. října 2017                    |                            | 191         |
| 196          | 40        | The News           | Zprávy      | Ben Bocquelet, Joe Parham, Tobi Wilson, Nathan Auderbach a Daniel Berg                                                                        | 10. října 2017                   |                            | 167         |

### Šestá řada (2018–2019)
| Č. v seriálu | Č. v řadě | Původní název      | Český název | Scénář | Premiéra v USA (Cartoon Network)             | Premiéra v ČR (Cartoon Network) | Pořadí v ČR |
| ------------ | --------- | ------------------ | ----------- | --- | -------------------------------------------- | ------------------------------- | ----------- |
| 197          | 1         | The Rival          | Sok         | Ben Bocquelet, Joe Parham, Tobi Wilson, James Hamilton, Jon Purkis a Joe Markham                                          | 5. ledna 2018                                | 13. září 2018                   | 199         |
| 198          | 2         | The Lady           | Dáma        | Ben Bocquelet, Joe Markham, Tobi Wilson a James Hamilton                                                                  | 5. ledna 2018                                | 10. září 2018                   | 196         |
| 199          | 3         | The Sucker         | Najivka     | Ben Bocquelet, Joe Markham, Joe Parham, Jack Bernhardt, James Hamilton a Tobi Wilson                                      | 12. ledna 2018                               | 11. září 2018                   | 197         |
| 200          | 4         | The Vegging        | Veget       | Ben Bocquelet, Joe Parham, Tobi Wilson, James Hamilton, Tom Neenan, Andrew Jones, Joe Markham a Ciaran Murtagh            | 15. ledna 2018                               | 17. září 2018                   | 201         |
| 201          | 5         | The One            | Jediný      | Ben Bocquelet, Joe Markham, Tobi Wilson, Andrew Jones, Ciaran Murtagh a James Hamilton                                    | 19. ledna 2018                               | 14. září 2018                   | 200         |
| 202          | 6         | The Father         | Otec        | Ben Bocquelet, Tobi Wilson, James Hamilton, Jack Bernhardt a Joe Markham                                                  | 26. ledna 2018                               | 18. září 2018                   | 202         |
| 203          | 7         | The Cringe         | Trapnost    | Ben Bocquelet, Tobi Wilson, Joe Markham, Andrew Jones, Ciaran Murtagh, Joe Parham a James Hamilton                        | 2. února 2018                                | 19. září 2018                   | 203         |
| 204          | 8         | The Cage           | Klec        | Ben Bocquelet, Joe Markham, Tobi Wilson a James Hamilton                                                                  | 9. února 2018 (8. prosince 2017 online)      | 12. září 2018                   | 198         |
| 205          | 9         | The Neighbor       | Soused      | Ben Bocquelet, Mic Graves, Joe Markham, James Hamilton, Andrew Jones, Ciaran Murtagh, Joe Parham a Tobi Wilson            | 13. dubna 2018                               | 20. září 2018                   | 204         |
| 206          | 10        | The Anybody        | Kdokoli     | Mic Graves, Joe Parham, James Hamilton, Jon Purkis, Tom Neenan, Joe Markham a Jess Ransom                                 | 9. března 2018                               | 26. září 2018                   | 208         |
| 207          | 11        | The Faith          | Víra        | Ben Bocquelet, Tobi Wilson, Joe Markham, Jack Bernhardt a Cariad Lloyd                                                    | 23. února 2018                               | 24. září 2018                   | 206         |
| 208          | 12        | The Candidate      | Kandidát    | Ben Bocquelet, Tobi Wilson, Joe Markham, Jon Purkis, Tom Neenan, James Hamilton, Jack Bernhardt, Joe Parham a Jess Ransom | 2. března 2018                               | 25. září 2018                   | 207         |
| 209          | 13        | Then Pact          | Dohoda      | Ben Bocquelet, Tobi Wilson, Joe Markham, James Hamilton, Eddie Robson, Jack Bernhardt a Joe Parham                        | 9. dubna 2018                                | 21. září 2018                   | 205         |
| 210          | 14        | The Shippening     | Párovačka   | Ben Bocquelet, Joe Markham, James Hamilton, Jon Purkis, Tom Neenan a Joe Parham                                           | 20. dubna 2018                               | 27. září 2018                   | 209         |
| 211          | 15        | The Brain          | Mozek       | Ben Bocquelet, Mic Graves, Joe Parham, Joe Markham, Jack Bernhardt, Natasha Hodgson a Tobi Wilson                         | 18. června 2018 (15. června 2018 online)     | 28. září 2018                   | 210         |
| 212          | 16        | The Parents        | Rodiče      | Ben Bocquelet, Joe Markham, James Hamilton, Gemma Arrowsmith a Tobi Wilson                                                | 18. června 2018 (15. června 2018 online)     | 3. října 2018                   | 213         |
| 213          | 17        | The Founder        | Zakladatel  | Mic Graves, Joe Markham, James Hamilton, Gemma Arrowsmith a Tobi Wilson                                                   | 18. června 2018 (15. června 2018 online)     | 4. října 2018                   | 214         |
| 214          | 18        | The Schooling      | Školení     | Ben Bocquelet, Mic Graves, Joe Parham, Joe Markham, James Hamilton a Gemma Arrowsmith                                     | 18. června 2018 (15. června 2018 online)     | 5. října 2018                   | 215         |
| 215          | 19        | The Intelligence   | Inteligence | Mic Graves, Tobi Wilson, James Hamilton, Gemma Arrowsmith a Joe Markham                                                   | 18. června 2018 (15. června 2018 online)     | 8. října 2018                   | 216         |
| 216          | 20        | The Potion         | Lektvar     | Ben Bocquelet, Mic Graves, Tobi Wilson, Joe Markham, Jack Bernhardt a Sophie Duker                                        | 16. července 2018 (12. července 2018 online) | 9. října 2018                   | 217         |
| 217          | 21        | The Spinoffs       | Vedlejší    | Ben Bocquelet, Mic Graves, Tobi Wilson, Joe Markham, James Hamilton a Natasha Hodgson                                     | 16. července 2018 (12. července 2018 online) | 1. dubna 2019                   | 218         |
| 218          | 22        | The Transformation | Proměna     | Ben Bocquelet, Tobi Wilson, Andrew Jones, Ciaran Murtagh, Joe Markham, Lucien Young a Joe Parham                          | 16. července 2018 (12. července 2018 online) | 2. dubna 2019                   | 219         |
| 219          | 23        | The Understanding  | Porozumění  | Mic Graves, Joe Markham, James Hamilton, Jack Bernhardt, Tobi Wilson, Tony Hull a Joe Parham                              | 16. července 2018 (12. července 2018 online) | 3. dubna 2019                   | 220         |
| 220          | 24        | The Ad             | Inzerát     | Ben Bocquelet, Joe Markham, James Hamilton, Sophie Duker, Tobi Wilson a Lucien Young                                      | 16. července 2018 (12. července 2018 online) | 4. dubna 2019                   | 221         |
| 221          | 25        | The Ghouls         | Strašáci    | Ben Bocquelet, Mic Graves, Joe Markham, Tony Hull, Tobi Wilson, Jess Ransom, Paul Rice a Richard Overall                  | 19. října 2018                               | 20. září 2019                   | 234         |
| 222          | 26        | The Stink          | Puch        | Mic Graves, Tobi Wilson, Joe Parham, James Hamilton, Jack Bernhardt a Joe Markham                                         | 5. listopadu 2018                            | 1. října 2018                   | 211         |
| 223          | 27        | The Awareness      | Vědomosti   | Mic Graves, Tobi Wilson, Tom Neenan, Jack Bernhardt, Joe Parham a Joe Markham                                             | 6. listopadu 2018                            | 2. října 2018                   | 212         |
| 224          | 28        | The Slip           | Nezastižený | Mic Graves, Joe Markham, Tobi Wilson a Jess Ransom                                                                        | 7. listopadu 2018                            | 5. dubna 2019                   | 222         |
| 225          | 29        | The Drama          | Drama       | Ben Bocquelet, Tobi Wilson, James Hamilton, Gemma Arrowsmith, Joe Markham a Lucien Young                                  | 8. listopadu 2018                            | 8. dubna 2019                   | 223         |
| 226          | 30        | The Buddy          | Kámoš       | Ben Bocquelet, Tobi Wilson, Jack Bernhardt, Natasha Hodgson, Joe Parham a Joe Markham                                     | 9. listopadu 2018                            | 9. dubna 2019                   | 224         |
| 227          | 31        | The Posssession    | Cennost     | Mic Graves, Tony Hull a Joe Markham                                                                                       | 15. dubna 2019                               | 18. září 2019                   | 232         |
| 228          | 32        | The Master         | Doupě       | Ben Bocquelet, Tobi Wilson, Jack Bernhardt, Natasha Hodgson, Lucien Young, Joe Markham, Mic Graves a Tony Hull            | 22. dubna 2019                               | 10. dubna 2019                  | 225         |
| 229          | 33        | The Silence        | Ticho       | Ben Bocquelet, Tobi Wilson, Jess Ransom a Joe Markham                                                                     | 29. dubna 2019 (13. prosince 2018 online)    | 11. dubna 2019                  | 226         |
| 230          | 34        | The Future         | Budoucnost  | Ben Bocquelet, Joe Markham, Tobi Wilson, James Hamilton a Jon Purkis                                                      | 6. května 2019 (3. května 2019 online)       | 16. dubna 2019                  | 229         |
| 231          | 35        | The Wish           | Přání       | Mic Graves, Joe Markham, James Hamilton, Gemma Arrowsmith a Tony Hull                                                     | 13. května 2019 (3. května 2019 online)      | 12. dubna 2019                  | 227         |
| 232          | 36        | The Factory        | Továrna     | Ben Bocquelet, Tobi Wilson, Jack Bernhardt, James Hamilton a Joe Markham                                                  | 20. května 2019 (3. května 2019 online)      | 15. dubna 2019                  | 228         |
| 233          | 37        | The Agent          | Agent       | Ben Bocquelet, Joe Markham, Tobi Wilson, James Hamilton a Jon Purkis                                                      | 27. května 2019 (3. května 2019 online)      | 24. září 2019                   | 236         |
| 234          | 38        | The Web            | Síť         | Ben Bocquelet, Joe Markham, Tobi Wilson, Jess Ransom, Joe Parham, Mic Graves a Richard Overall                            | 3. června 2019 (31. května 2019 online)      | 26. září 2019                   | 238         |
| 235          | 39        | The Mess           | Hlídání     | Ben Bocquelet, Tobi Wilson, Joe Markham, Lucien Young a Jess Ransom                                                       | 10. června 2019 (31. května 2019 online)     | 17. září 2019                   | 231         |
| 236          | 40        | The Heart          | Srdce       | Ben Bocquelet, Tobi Wilson, Jess Ransom a Joe Markham                                                                     | 10. června 2019 (3. května 2019 online)      | 19. září 2019                   | 233         |
| 237          | 41        | The Revolt         | Vzpoura     | Ben Bocquelet, Joe Markham, James Hamilton, Natasha Hodgson, Joe Parham, Tobi Wilson, Tony Hull a Mic Graves              | 17. června 2019 (31. května 2019 online)     | 16. září 2019                   | 230         |
| 238          | 42        | The Decisions      | Rozhodování | Joe Markham, Lucien Young, Tobi Wilson, Tony Hull, Mic Graves a Richard Overall                                           | 17. června 2019 (31. května 2019 online)     | 25. září 2019                   | 237         |
| 239          | 43        | The BFFs           | Kámoši      | Ben Bocquelet, Tobi Wilson, Joe Parham a Jess Ransom                                                                      | 24. června 2019 (31. května 2019 online)     | 21. září 2019                   | 235         |
| 240          | 44        | The Inquisition    | Inspektor   | Ben Bocquelet, Tobi Wilson, Jess Ransom, Joe Markham, Joe Parham, Mic Graves a Richard Overall                            | 24. června 2019 (31. května 2019 online)     | 27. září 2019                   | 239         |